# Joanna z Châtillon
Joanna z Châtillon (ur. ok. 1285, zm. 16 stycznia 1354) – księżna Aten w 1311 roku.

## Życiorys
Od 1305 była żoną Waltera V z Brienny. W 1311 roku doszło do konfliktu między Walterem a najemnikami katalońskimi. 15 marca 1311 nad rzeką Kefisos w Beocji doszło do bitwy. Zebrane przez Waltera ze wszystkich państewek łacińskich wojsko, w sile 700 rycerzy, mimo przewagi liczebnej doznało klęski w starciu z Katalończykami. Bitwa skończyła się pogromem armii księcia Aten i śmiercią Waltera z Brienne. Katalończycy zajęli Teby i zaatakowali Ateny, których próbowała bronić wdowa po Walterze, Joanna. Ostatecznie Joanna wraz z synem opuściła Ateny. Utrzymała się jednak w peloponeskich posiadłościach wokół Argos i Nauplii.
Miała dwoje dzieci:
- Walter VI z Brienny (zm. 19 września 1356)
- Izabela z Brienny, (1306-1360)